# 约翰·伦道夫·斯皮尔斯
约翰·伦道夫·斯皮尔斯（1850年4月21日—1936年1月25日）是一位美国作家、记者和历史学家，主要作品有《美洲奴隶贸易：起源、繁荣与终结》（The American Slave Trade，1900年）等。